# Erasistrato alla scoperta della causa della malattia di Antioco
Erasistrato alla scoperta della causa della malattia di Antioco dal suo amore per Stratonice è un'opera del pittore francese Jacques-Louis David, datata 1774. Quarta partecipazione dell'artista al concorso dell'Académie royale de peinture et de sculpture, il dipinto gli varrà la vittoria del Prix de Rome per la pittura. Si tratta di pittura storica, infatti il soggetto dell'opera è tratto da una narrazione delle Vite parallele di Plutarco, riguardante una leggenda della storia macedone: la scoperta da parte del medico Erasistrato della causa della malattia di Antioco, ovvero l'amore per la sua matrigna Stratonice, moglie del re Seleuco I. Il dipinto è legato agli insegnamenti ricevuti all'Accademia ed è influenzato anche dallo stile barocco. Attualmente è conservato all'École nationale supérieure des beaux-arts di Parigi.

## Storia
Dipinta nel 1774, dopo la sua presentazione al concorso per il Prix de Rome, la tela è stata recuperata da David e affidata a Michel-Jean Sedaine. Dalla famiglia dei Sedaine, l'opera arrivò in seguito nella collezione del conte di Brissay, genero di Sedaine. Nel 1860 la Maison de l'Empereur l'acquistò per 3000 franchi, che la collocò nell'École nationale supérieure des beaux-arts. Il dipinto è stato restaurato nel 1860 e nel 1981.

## Descrizione
Antioco è a letto, provato dalla malattia. Suo padre, re Seleuco, è ai piedi del letto nella penombra. Per salvare suo figlio, si è rivolto al grande medico Erasistrato.
Quest'ultimo è accanto a lui, e prende i polsi al malato: la sua mano sinistra attorno al polso di Antioco. Il medico ha chiesto alle donne del palazzo di presentarsi, una alla volta, davanti ad Antioco. Quando arriva il turno di Stratonice, il battito del giovane principe accelera, Erasistrato alza allora la mano destra, con l'indice rivolto verso la "causa della malattia".
Successivamente Erasistrato chiederà al re di cedere Stratonice a suo figlio; la richiesta avrà esito positivo e il principe sarà guarito.